# ژانگژیانگانگ
ژانگژیانگانگ (به لاتین: Zhangjiagang) یک county-level city در جمهوری خلق چین است که در سوژو واقع شده‌است.

## خصوصیات
ژانگژیانگانگ ۷۷۲٫۴ کیلومترمربع مساحت و ۱٬۲۴۶٬۷۶۲ نفر جمعیت دارد.